# Sujetos del deseo
Sujetos del deseo: reflexiones hegelianas en la Francia del siglo XX (título original en inglés: Subjects of Desire: Hegelian Reflections in Twentieth-Century France) es un libro teórico de 1987 de la filósofa Judith Butler. Se trata de su primer libro publicado, el cual se basó en su tesis doctoral de 1984. La traducción en español fue publicada en 2012 por Amorrortu.

## Resumen
Butler examina la influencia del filósofo alemán Georg Wilhelm Friedrich Hegel en la filosofía francesa del siglo XX. Influenciados por Alexandre Kojève, siguen y amplían su definición del deseo como sentimiento de ausencia o carencia. El deseo hegeliano es en este sentido un deseo de no ser o de muerte.
Aunque Butler en última instancia pide un rechazo del hegelianismo estándar, este avance en sí mismo representa un triunfo para el método dialéctico de Hegel de la negación de la diferencia.
Influenciada por el psicoanálisis, Butler considera que el sujeto debe perder su identidad antes de llegar a ser él mismo. El sentido del yo se pierde en el deseo, ya que el deseo es una atracción hacia el Otro. Es un hambre por aquello que no está presente en nuestro interior.
Butler reinterpreta la categoría de superación de Hegel como la secuencia en desarrollo del deseo de reconocimiento del sujeto. 
Butler utiliza la categoría de certeza sensorial de Hegel para cuestionar si el sujeto puede verdaderamente ser consciente de su propia sexualidad de género. La identidad sexual se forma entonces en el inconsciente. La creación del «yo» de la identidad sexual es también una ocultación radical.
En la batalla de reconocimiento entre el Amo y el Esclavo, el Señor definitivo es la muerte. Por lo tanto el triunfo del Maestro, no es la victoria de ningún sujeto u hombre, sino de la muerte y del deseo mismo. La muerte y el deseo están intrínsecamente vinculados. Y todo deseo es, en última instancia, un deseo de lo que no es, un deseo de suicidio. El deseo es el impulso hacia la no existencia. La muerte es la satisfacción máxima de todos los deseos humanos. Es este abrazo de la muerte lo que constituye la verdadera maestría. La esclavitud es el miedo a dejar de ser.

## Recepción e influencia
La interpretación de Butler de la dialéctica amo-esclavo de Hegel-Kojève ha sido aplicada por la teoría feminista a las relaciones de género entre el hombre y la mujer.